# Бренди-краста
«Бренди-краста» (англ. Brandy Crusta) — классический алкогольный коктейль на основе бренди. Входит в число официальных коктейлей Международной ассоциации барменов (IBA), категория «Незабываемые» (англ. Unforgettables). Считается предшественником коктейля Сайдкар и одним из первых коктейлей, в котором использовался сок цитрусовых. Своё название получил из-за сахарной корочки (англ. crust), используемой для оформления бокала с коктейлем.
Коктейль был создан в 1850-х годах американским барменом Джозефом Сантини (англ. Joseph Santini) и впервые упоминается в книге Джерри Томаса «Руководство бармена» в 1862 году.

## Приготовление
Состав коктейля по IBA:
- 52.5 мл бренди
- 7.5 мл ликёр Мараскин
- 1 барная ложка ликёр Кюрасао
- 15 мл свежего лимонного сока
- 1 барная ложка сахарного сиропа
- 2 дэша ароматического биттера

Подготовить тонкий коктейльный бокал. Для этого обмакнуть кромку бокала лимонным соком или кусочком лимона и посыпать её сахаром, чтобы образовалась сахарная каёмка.
Добавить все ингредиенты в смесительный стакан со льдом, перемешать и процедить в тонкий коктейльный бокал, не задевая каёмку. Также часто для украшения внутрь бокала помещают широкую полоску цедры лимона, свёрнутую кольцом.